# Décès en 950
Décès
- 946
- 947
- 948
- 949
- 950
- 951
- 952
- 953
- 954

Cette page dresse une liste de personnalités mortes au cours de l'année 950 :
- 15 octobre : Suniaire Ier de Barcelone, comte de Barcelone, Gérone et Osona.
- 22 novembre : Lothaire II d'Italie, roi d'Italie.
- 30 novembre : Ruaidrí Ua Canannáin, roi du Cenél Conaill.

- Al-Fârâbî,  ou Abû Nasr Muhammad ibn Muhammad ibn Tarkhân ibn Uzalagh al-Fârâbî, Alpharabius, Farabi, Abunaser ou Alfarabi, philosophe musulman médiéval persan.
- Al-Mustakfi, ou Abû al-Qâsim al-Mustakfî bi-llâh `Abd Allâh ben `Alî al-Muktafî, calife abbasside  de Bagdad.
- Hugues II de Lusignan, seigneur de Lusignan.
- Hywel le Bon, premier roi de Deheubarth.

## Crédit d'auteurs
- Cet article est partiellement ou en totalité issu de l'article intitulé « 950 » (voir la liste des auteurs).